# Špansko-muslimanska vojna (1172–1212)
Špansko-muslimanska vojna 1172–1212  je bila vojaški spopad med krščanskimi kraljestvi Kastilije, Aragonije, Navare in Portugalske ter Almohadskim kalifatom v obdobju, ko je na Iberskem polotoku potekala rekonkvista. Vojna se je začela, ko je almohadski kalif Jusuf I. leta 1171 iz Cuence napadel Kastilijo in se končala 40 let pozneje, leta 1212 z zmago krščanskih kraljestev v bitki pri Las Navas de Tolosa, kljub temu je po bitki še prišlo do manjših spopadov.

## Ozadje
Med drugo križarsko vojno je na Iberskem polotoku padel Almoravidski kalifat, kar je privedlo do drugega obdobja Taif. Almohadi so na polotok prispeli leta 1146, na katerem pa so kristjani pred njimi že osvojili Santarém, Lizbono, Tortoso in Tarragono. Almohadi so Taif osvojili šele leta 1173. Izkoristili so dejstvo, da je bil  Alfonz VIII. Kastiljski še mlad in leta 1172 napadli Kastilijo in s tem začeli vojno.

## Vojne

### Prva faza (1172–1197)

#### Cuenca
Leta 1172 je Jusuf I. iz Cuence na Kastilijo začel vrsto napadov in uničil več manjših kastiljskih obmejnih garnizij. Poskušal je zavzeti tudi Huete, vendar mu ni uspelo in se je bil prisiljen umakniti. Alfonz VIII. Kastiljski je to priložnost izkoristil in začel protinapad nad mestom Cuenca, iz katerega je izvirala velika nevarnost, saj so ga Almohadi uporabljali kot oporišče v svojih nenehnih napadih na Kastilijo. Mesto je bilo dobro utrjeno, zato je Alfonz VIII. s pomočjo Alfonza II. Aragonskega najprej izvedel dolgo obleganje in leta 1177 mesto zavzel. Leta 1183 je osvojil tudi Alarcón.

#### Portugalski vpadi na ozemlje Almohadov
Leta 1178 je Sancho I., portugalski princ, proti Almohadom začel vojni pohod. Napadel je Seviljo in požgal Triano. Nekaj let pozneje, leta 1182 ali 1183, je nova portugalska odprava, sestavljena iz lokalnih vojsk Lizbone in Santaréma, oplenila pokrajino Aljarafe, ki je zahodno od Sevilje in je polna vasi ter oljčnih nasadov in ob tem zajela številne ujetnike.

#### Santarém
Spomladi leta 1184 se je Abu Jakub Jusuf odločil, da bo napadel Santarém, tega je branil Afonso I. Portugalski. Ko je izvedel za napad Abuja Jusufa, je Ferdinand II. Leónski s svojimi s svojimi vojaki odšel v Santarém, da bi podprl Alfonza I.
Abu Jusuf je menil, da ima dovolj vojakov, da zadrži obleganja, zato je poslal ukaz, naj del njegove vojske odide v Lizbono in obkoli tudi to mesto. Ukazi so bili napačno interpretirani, in ko je njegova vojska videla, da je veliko število moških zapustilo bitko, je nastala zmeda in vojska se je začela umikati. Abu Jusuf je bil, medtem ko je poskušal ponovno zbrati svoje vojake, ranjen in umrl 29. julija 1184.

#### Južna Portugalska
Jakub al-Mansur, novi almohadski kalif, se je po osvojitvi Silvesa  odločil, da bo napadel Portugalsko. Jakubu so se pridružile sile iz  Sevilje in Granade in oblegale Silves, vendar je operacije prepustil v roke lokalnih enot in večino svojih ekspedicijskih sil odpeljal v Córdobo. V Córdobi se je kalif srečal z ambasadorjem Alfonza VIII. Kastiljskega in podpisala sta premirje, kar je bila dobra novica za Jakuba, saj se je lahko osredotočil na kampanjo proti Portugalski. Vdrl je v Alentejo in mesto Torres Novas se je predalo,začel je z obleganjem mesta Tomar, vendar mu ga ni uspelo zavzeti. Glavni cilj al Mansura je bil zavzeti Santarém, ki ga je oblegel leta 1190, vendar so ga Sancho I. in angleški križarji premagali. Kampanja je bila neuspešna.
Leta 1191 je Jakub drugič poskušal ponovno osvojiti Silves. Osvojil je Alcácer do Sal, Torres Novas in pozneje mesta Palmela, Coina in Almada. Mesto Leirija je bilo uničeno, Almohadi pa so vdrli vse do severa, do okolice Coimbre. Ponovno je osvojil tudi grad Alvor, katerega prebivalci so bili pobiti leta 1189. Za drugo obleganje Silvesa je Jakub pripeljal štirikrat več oblegalnih strojev, kot so jih imeli branilci. Obleganje je začel konec junija in končal 25. julija kot almohadsko zmago. Po podpisu petletnega premirja s Sanchom se je Jakub vrnil v Afriko. Mejo je potisnil proti severu, do reke Tajo, Portugalski pa je na jugu pustil le eno pomembno trdnjavo v Évori.

#### Alarcos
Kastiljska kampanja v Al-Andalusu leta 1195
Alfonz VIII. je po izteku premirja z Almohadi prejel novico, da je Jakub al-Mansur v Marakešu hudo bolan in da je njegov brat Abu Jahja, guverner Al Andaluza, prečkal Sredozemlje ter se razglasil za kralja in zavzel Marakeš. Izkoristil je priložnost in začel ekspedicijo na območje Sevilje. Po uspešnem zatrtju bratovih ambicij Jakubu ni preostalo drugega, kot da vodi ekspedicijo proti kristjanom, ki so zdaj ogrožali njegov imperij na Iberskem polotoku. 4. julija je Jakub s svojo vojsko prečkal prelaz Muradal (danes Despeñaperros) in napredoval po ravnini Salvatierra. Konjeniški oddelek reda Calatrava in nekaj vitezov z bližnjih gradov so poskušali zbrati novice o moči Almohada in njegovi smeri, vendar so jih obkolili muslimanski izvidniki in jih skoraj pobili, vendar so informacije vseeno uspeli posredovati kastiljskemu kralju.
Bitka pri Alarcosu
Alfonso je zbral svoje sile v Toledu in se odpravil proti Alarcosu, kraj, ki je označeval južno mejo njegovega kraljestva in kjer so gradili trdnjavo. Druga španska krščanska kraljestva so se bala, da bo Almohadom uspelo, zato je Alfonz VIII sprejel ponudbe za pomoč od Alfonza IX iz Leona in Sancha VI. iz Navare. Ker pa je videl, da bodo potrebovali veliko časa, da pridejo, se je odločil, da se bo z Almohadi spopadel sam. Ko se je 16. julija pojavila vojska Almohadov Jakub al-Mansur ni sprejel bitke ne ta ne naslednji dan, saj je svojim silam raje dal počitek. Toda zgodaj naslednji dan, 18. julija, pa so se Almohadi za boj postavili okoli majhnega hriba, imenovanega La Cabeza, ne daleč stran od Alarcosa.
To je bila strašna vojska, katere moč je Alfonso močno podcenjeval. Kastiljski kralj je večino svoje težke konjenice združil v strnjeno telo, ki je imelo približno 8.000 mož, in poveljstvo zaupal Diegu Lópezu II iz Hara. Sam kralj naj bi ji sledil z vojsko in vojaškimi redovi. Večina vitezov se je obrnila na levo stran in po hudem boju porazila alandalske sile Ibn Sanadida. Minile so tri ure; ravno popoldne, v hudi vročini, utrujenosti in izstrelkih, ki so kar naprej padali nanje, so oklepni vitezi terjali svoj davek. Alfonz je z vsemi preostalimi silami napredoval v spopad, a se je znašel v napadu z vseh strani in pod dežjem puščic. Nekaj časa se je boril z roko v roki, dokler ga njegova telesna straža ni skoraj na silo odstranila iz boja; pobegnili so proti Toledu. Kastiljska vojska je bila uničena skupaj z večino odredov, ki so jo podpirali; gospodar Vizkaje se je poskušal prebiti skozi obroč sovražnikovih sil, vendar se je moral nazadnje z le delom svojih vitezov zateči v nedokončano trdnjavo Alarcos. Grad  je bil obkoljen in v njem je bilo ujetih približno 3.000 ljudi, od tega polovica žensk in otrok. Kraljevega sovražnika Pedra Fernándeza de Castra, ki je v akciji le malo sodeloval, je Amir poslal na pogajanja o predaji; Diegu Lópezu in preživelim so dovolili oditi, 12 vitezov pa pustili kot talce za plačilo velike odkupnine.

#### Po Alarcosu: Kastiljsko-leonska vojna 1196-1197
Kastiljska vojska je bila uničena. Izid bitke je za več let pretresel stabilnost Kastiljskega kraljestva in vsi bližnji gradovi so se predali ali bili zapuščeni: Malagón, Benavente, Calatrava la Vieja, Caracuel in Torre de Guadalferza, pot v Toledo pa je bila odprta. Vendar sta imeli obe strani precejšnje izgube, vključno z Almohadi, ki niso mogli nadaljevati svoje kampanje. Almohadi so sklenili zavezništvo z leónskim kraljem Alfonsom IX., ker je bil jezen na Alfonza VIII., saj  ga ta v bitki v Alarcosu ni počakal.
Po tem je Alfonz IX. Leónski (s pomočjo Almohada in Navare) napovedal vojno Kastiliji, ki jo je podprla Aragonija, je Alfonz VIII začel invazijo na Léon, pri čemer je zavzel mesta Castroverde de Campos, Alba de Tormes, Ardón, Coyanza in Castro de los Judíos de Mayorga. Približal se je tudi Benaventu (kjer je bil Alfonz IX. s svojo vojsko) in vdrl vse do Bierzoja (blizu Portugalske) ter poskušal zavzeti Astorgo, vendar mu ni uspelo. Leta 1197 je Alfonz IX. ponovno zavzel Castro de los Judíos de Mayorga, Alfonz VIII. pa Bárcena de la Abadía, Carpio in Pozuelo. Almohadi so poskušali vdreti tudi v Kastilijo in oblegali Toledo, Maquedo, Talavero de la Reina in Santa Olalla, vendar so uspeli le v zadnjem. Ta mesta sta branila Diego López II. de Haro in Fernando Ruiz de Azagra, gospodar Albarracina. Almohadi so zavzeli tudi Plasenco, Mount Angio in Turgelo.
Ta spopad se je zaključil z kastiljsko zmago, vseeno pa ni prišlo do ozemeljskih sprememb, saj so papeške države posredovale v sporu in obsodile obe kraljestvi, ker nista odobravali poroke med Alfonsom IX in kastiljsko Berengarijo, ker bi ta pripeljala do miru med Kastilijo in Leonom. Na koncu je do poroke vendarle prišlo in leta 1197 med obema kraljestvoma prišlo do premirja. Kastiljsko kraljestvo in Almohadi so prav tako podpisali premirje, ki je trajalo vse do leta 1211.

### Druga faza (1211–1212)

#### Pred bitko pri Las Navas de Tolosa
Alfonz VIII. se je znašel v nevarnem položaju: zaskrbljujoča možnost izgube Toleda in celotne doline reke Tajo. Kralj je zato leta 1211 prosil papeža Inocenca III., naj oznani križarski pohod , na katerega se niso odzvali le njegovi kastiljski podložniki, ampak tudi aragonski kralj Peter II., navarski kralj Sancho VII., vojaški redovi, kot so Kalatravski red, templjarji, red Svetega Jakoba in Suvereni vojaški hospitalni red svetega Janeza, ter križarji z vse Evrope.
Sovražnosti so se začele leta 1211, ko je Alfonz VIII. prekršil premirje, sklenjeno z Almohadi, in napadel andaluzijsko ozemlje. Al-Nasir je bil prisiljen posredovati in se istega leta izkrcal na Iberskem polotoku. Medtem ko so kristjani opustošili deželo Jaén, so Almohadi presegli Sierro Moreno in trdnjavo Salvatierra, najpomembnejšo utrdbo reda Calatrava, saj so Almohadi zavzeli grad Calatrava. Junija 1212 je Alfonz VIII. zavzel mesta: Guadalerzas, Malagón, Calatravo in Caracuel.

#### Bitka pri Las Navas de Tolosa
Bitka pri Las Navas de Tolosa, v islamski zgodovini znana kot bitka pri Al-Uqabu, je potekala 16. julija 1212 in je bila pomembna prelomnica v rekonkvisti in srednjeveški zgodovini Španije. Krščanskim silam kastiljskega kralja Alfonza VIII. so se v boju proti almohadskim muslimanskim vladarjem južne polovice Iberskega polotoka pridružile vojske njegovih tekmecev, Sancha VII. iz Navare in Petra II. Aragonskega. Kalif al-Nasir je vodil almohadsko vojsko, ki so jo sestavljali ljudje iz vsega almohadskega kalifata.
Julija 16 se so Alfonz VIII, Peter II Aragonski in Sancho VII Navarski borili proti almohadskemu kalifu Mohamedu al-Nasirju v Navas de Tolosa (blizu Svete Elene). Bitka se je odvijala razmeroma od blizu, tako da niti Almohadi niti kristjani v boju, v katerem je prevladovalo bližnje streljanje, niso mogli uporabiti lokostrelcev.
Krščanski vitezi so v spopadu medsebojnem boju premagali Almohade. Krščanski vitezi iz reda Santiago so prebili obrambo Almohadov in povzročili velike izgube. Kralj Sancho VII. je svoje viteze vodil skozi vrzele in napadele kalifa, ki je bil obdan s telesno stražo afriških sužnjev. Čeprav je sprva veljalo, da so bili ti možje priklenjeni, da bi preprečili pobeg, se zdaj domneva, da gre za napačen prevod besede serried, ki se nanaša na gosto formacijo. Navaračani, ki jih je vodil njihov kralj Sancho VII., so se prebili skozi to telesno stražo. Kalif je pobegnil, Mavri pa so bili z velikimi izgubami poraženi. Zmagoviti kristjani so zajeli vojne nagrade, vključno s šotorom in zastavo Mohameda al-Nasirja, ki so jih izročili papežu Inocencu III.
Po bitki pri Las Navas de Tolosa
Krščanske izgube so znašale približno 2.000 mož, muslimanske pa približno 20.000 mož. Med pomembnimi krščanskimi žrtvami so bili Pedro Gómez de Acevedo (red Calatrave), Alvaro Fernández de Valladares (red Santiago) in Gomes Ramires (templjarski vitez). Ruy Díaz (red Calatrava) je bil hudo ranjen in je moral odstopiti. Ta bitka velja za eno najpomembnejših bitk v rekonkvisti in za najpomembnejšo bitko tega obdobja. V osmih dneh po končani bitki so kristjani premagali muslimane tudi v mestih Úbeda in Baeza. Kljub veliki zmagi Alfonz VII ni nadaljeval svoje kampanje in je raje pustil svoje vojake počivati. Kmalu po tej bitki leta 1214 je bilo podpisano premirje.

## Posledice
Uničujoč poraz Almohadov je bistveno pospešil njihov propad na Iberskem polotoku in, desetletje pozneje, tudi Magrebu. To je dalo dodaten zagon krščanski rekonkvisti in močno zmanjšalo že tako upadajočo moč Mavrov na Iberskem polotoku, ki so se kmalu razdelili na manjša muslimanska kraljestva. Mohamed al-Nasir ni prebolel poraza te bitke, odšel je v Marakeš in bil tam vse do smrti  zaprt v svoji palači. Kastilija je osvojila osrednjo Španijo in nekaj desetletij pozneje osvojila še nekatera ozemlja v južni Španiji, kot so Sevilla, Córdoba in Jaén. Aragon naj bi med letoma 1228 in 1231 osvojil Majorko, leta 1238 pa Valencijo. Edina država taifa, ki je preživela po sredini 13. stoletja, je bilo kraljestvo Granada. Po tem spopadu je bilo Granadsko kraljestvo izolirano vse do krščanske osvojitve kraljestva med letoma 1482 in 1492, ki je tudi pomenila konec rekonkviste.